# أسماء عبد الحميد
أسماء عبد الحميد (بالدنماركية: Asmaa Abdol-Hamid)‏، (22 نوفمبر 1981 - )، ناشطة اجتماعية وسياسية دنماركية من أصل فلسطيني. وتعتبر أول مذيعة محجّبة في قناة دنماركيّة حيث قدمت برنامج حواري، اشتهرت أسماء عبد الحميد بإصرارها للدفاع عن حقوق الأقليّات.

## وصلات خارجية
- أسماء عبد الحميد على موقع IMDb (الإنجليزية)

- أسماء عبد الحميد.. أول مسلمة محجبة في مجلس بلدي بالدنمارك
- " المحجبة أسماء عبد الحميد تثير الجدل
- KVINFO: Asmaa Abdol-Hamid's story
- Islamonline: First Hijab-clad Presenter on Danish TV
- Guardian Unlimited: Feminist, socialist, devout Muslim: woman who has thrown Denmark into turmoil